# Takaomyia sexmaculata
Takaomyia sexmaculata är en tvåvingeart som först beskrevs av Matsumura 1916.  Takaomyia sexmaculata ingår i släktet Takaomyia och familjen blomflugor. Inga underarter finns listade i Catalogue of Life.